# Nova Huta, Nova Ușîțea
Nova Huta (în ucraineană Нова Гута) este un sat în comuna Vilhoveț din raionul Nova Ușîțea, regiunea Hmelnîțkîi, Ucraina.

## Demografie
Componența lingvistică a localității Nova Huta
     Ucraineană (99,38%)
     Alte limbi (0,31%)
Conform recensământului din 2001, majoritatea populației localității Nova Huta era vorbitoare de ucraineană (99,38%), existând în minoritate și vorbitori de alte limbi.